# 3:10 to Yuma (2007)
3:10 to Yuma (bra: Os Indomáveis; prt: O Comboio das 3 e 10) é um filme estadunidense de 2007, dirigido por James Mangold. É um remake do filme homônimo realizado em 1957.

## Elenco
- Russell Crowe como Ben Wade
- Christian Bale como Dan Evans
- Logan Lerman como William Evans
- Dallas Roberts como Grayson Butterfield
- Ben Foster como Charlie Prince
- Peter Fonda como Byron McElroy
- Vinessa Shaw como Emmy Nelson
- Alan Tudyk como Doc Potter
- Luce Rains como delegado Weathers
- Gretchen Mol como Alice Evans
- Lennie Loftin como Glen Hollander
- Rio Alexander como Campos
- Johnny Whitworth como Tommy Darden

- Shawn Howell como Jackson
- Pat Ricotti como Jorgensen
- Benjamin Petry como Mark Evans
- Forrest Fyre como Walter Boles
- Luke Wilson como Zeke

## Prêmio e indicação
Oscar 2008 (EUA)
- Indicado na categoria de melhor mixagem de som e melhor trilha sonora.